# Manassas (Virgínia)
Manassas (anteriormente "Manassas Junction") é uma cidade independente localizada no estado americano de Virgínia. A sua área é de 25,8 km², sua população era de 37 821 habitantes (2010), e sua densidade populacional é de 1 366,1 hab/km² (segundo o censo americano de 2000). A cidade foi fundada em 1873.